# 国際補助語
国際補助語（こくさいほじょご、英語: international auxiliary language、フランス語: langue auxiliaire internationale、エスペラント: internacia helplingvo）とは、共通の母語を持たない人々の間で意思伝達をするために使われる（あるいはそれを目的として創られた）言語である。

## 概念
国際補助語の試みには英語やフランス語のような既存の自然言語を国際補助語として使うものもあるが、国際補助語の概念はエスペラントのように最初から国際補助語として使われることを想定して創られた人工言語に最も適合している。似たような用語である国際計画言語、国際人工言語などの用語は、その意味の通り、人工言語に限って使われる。国際語、世界語などの用語は、自然言語にも人工言語にも使われる。
「補助」という単語が入っているのは母国語に成り代わるというよりはむしろ世界の人々にとって追加的な言語になることを暗示する。多くの場合この言い回しは国際的な意思伝達を容易にすることを目的とした人工言語、例えばエスペラント、イド語、インターリングア、ヴォラピュクなどを指すが、国際的な合意によって使われる自然言語にも当てはまる。
自然言語においては、使用人口で言えば中国語、使用頻度で言えばフランス語やスペイン語、ドイツ語、ロシア語、アラビア語などが国際補助語的扱いを受けることがあるが、世界的に見れば英語・米語の使用頻度が圧倒的に高い（イギリス帝国、英語帝国主義）。フランス語はヨーロッパ地域や旧植民地であったアフリカ諸国、スペイン語はメキシコ以南の中南米諸国、ドイツ語はポーランド、チェコ等のドイツと頻繁な文化交流があった中央ヨーロッパ諸国、ロシア語はロシアや旧ソ連の構成国ないし東側諸国、アラビア語は北アフリカから中東のイスラム圏地域で国際補助語としての役割を果たしているが、これらの地域以外での使用頻度は低い。
国際連合では英語・フランス語・ロシア語・中国語・スペイン語・アラビア語の6言語が公用語である。EUでは加盟国の国語が公用語であるなど、複数の言語が使用される場合があるが、自国の言語の国際化に熱心であったフランスでも英語の影響力が強まり、英語がEUの事実上の共通語として機能している。
これら自然言語に対し、エスペラント等の19世紀以降に発明された補助言語はあまり普及していない。その他の自然言語も、英語やフランス語のように既に広まったものに比べれば普及したとはいえない。また、各言語の擁護者はどの言語が国際補助語になるべきかで意見が異なっている。どの言語を補助語にするかを一つに絞るため、幾つかの候補となる言語（自然言語あるいは人工言語）を各分野の専門家の協議の下、世界の人々によって選ばれた代表者の合意によって上意下達的に選ぶべきだという提案がある。その場合口語か筆記の形が選ばれるだろう。実際にこの方法で国際補助語の試みが成功すれば、各国でそれらが元々持つ民族語に追加されるような形で認められるだろう。
逆に下意上達的な戦略も試みられている。たとえ公式に認められなくても、国際交流などで使われればそれが事実上の標準（デファクトスタンダード）になるからである。日本のエスペラント界の一部にはそのような言語を「民際語」と呼び、エスペラントをそのような補助語にすることを目指す運動がある。
視覚障害者のための国際語に相当する補助言語も提案されている。また、ジェスチューノのように聴覚障害者向けのものも提案されていて、各国で異なっている手話の橋渡しを図ろうというものもある。そのような手話は口語か筆記の国際補助語に対応するものでなくても良いと言う意見もある。なぜなら手話は口語や筆記の言語から独立した言語であるからである。
結局のところ、エスペラント語やその他の人工言語は、国際補助語としての機能はまだ限定的であり、より一般的に機能する言語である英語などと比較すると、まだアイデアを普及できていないと言える。普及や教育には国家による支持が必要であるという意見もあるが、そもそもその必要性に疑問視する議論もある。
他方で、ある言語圏で適当な単語の存在しない概念において、別の言語で一般的な単語が存在する場合には、外来語的に、国際的に通用する一般名詞若しくは国際補助語となっているものも多い。例えば、日本語の『忍者』は、英語圏では日本からの外来単語として一般的である。また、英語を含むヨーロッパ諸語の単語は、系統的に共通語彙から派生したものも多く存在する。

## 補助語

### 音声言語
- イディオム・ネウトラル
- イド語
- グロサ
- インタースラーヴィク
- インターリング
- インターリングア
- エスペラント
- コタヴァ
- 地球同語
- ノヴィアル
- ベーシック英語
- ヴォラピュク
- 無活用ラテン語
- ユーロパント
- リングア・フランカ・ノバ

### 手話
- 国際手話